# Guang (vaso)
Un guang o gong (zh. 觥T, GōngP, Kung1W) è un antico vaso (spec. una brocca) cinese di forma allungata, con bocca solitamente lunga quanto il pezzo stesso, terminante in un beccuccio, piedistallo (a volte più piedi) e un lungo coperchio che concorre a trasformare il beccuccio in un canale. Si tratta d'una delle più importanti e diffuse tipologie di bronzi rituali cinesi. Originariamente un manufatto ceramico per versare il vino di riso, probabilmente assimilabile alla brocca 匜T, YíP, fu poi fuso in bronzo ed utilizzato per le libagioni a dèi ed antenati.
Caratteristica precipua del gōng è la sua ricca decorazione zoomorfa, particolare che lo accomuna ad un altro bronzo rituale da vino, il vaso 尊T, ZūnP (anche 樽T o 鐏T) dal quale però si discosta per le dimensioni della bocca.
Differentemente da altri bronzi rituali, il gōng fu in uso solo al tempo della protostorica dinastia Shang (1600–1045 a.C.) e dell'immediatamente successiva dinastia Zhou occidentale (1046–771 a.C.), venendo praticamente dismesso entro il IX secolo a.C. La sua forma sopravvisse, in epoca imperiale, nella porcellana ed in altri medium plastici ma con intento revivalistico.

## Funzione e utilizzo

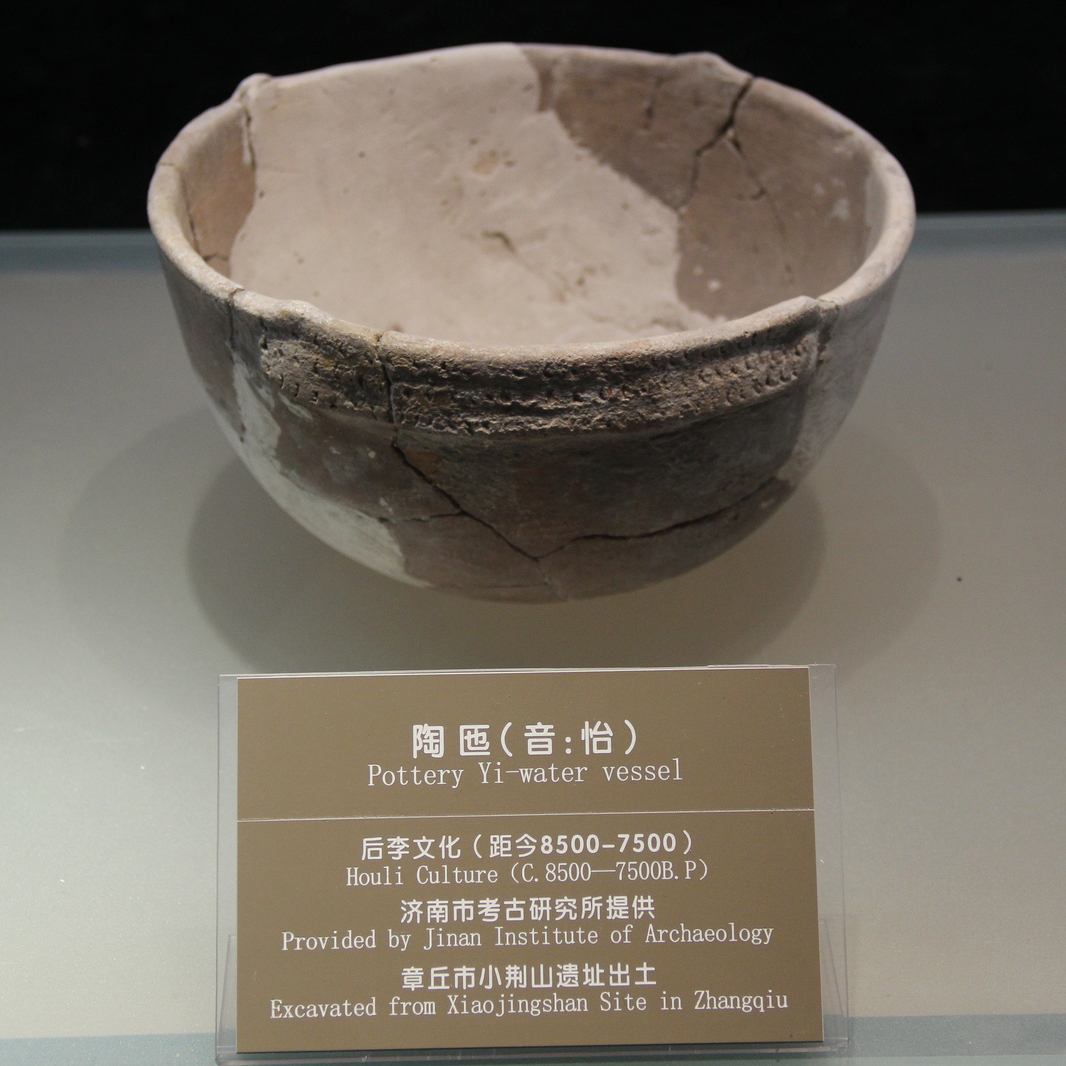
Yi senza manico in ceramica della Cultura di Dapenkeng (3500–2500 a.C.), nel Fujian.

All'inizio dell'Età del bronzo cinese, l'uso di vasi per vino e cibo aveva uno scopo religioso. Il consumo delle bevande alcoliche, spec. il huangjiu o altro tipo di vino di riso, era fondamentale in questi riti al tempo della protostorica dinastia Shang (1600–1045 a.C.) e pertanto i bronzi rituali più importanti erano quelli correlati alle bevande (le giare 壺T, 壶S, húP per veicolarle, le brocche gōng per versarle e le ciotole 簋T, guǐP per consumarle) laddove, invece, il 鼎T, dǐngP, lett. "Calderone" per il cibo, altro bronzo utilizzato nei rituali, aveva probabilmente una funzione secondaria. Il tutto trova il suo sostrato nelle credenze Shang legate allo sciamanesimo ed al culto degli antenati ove i sacrifici avevano lo scopo di placare gli antenati, il cui spirito se inquieto poteva tormentare i viventi, tramite delle libagioni che avrebbe garantito benessere e buona sorte anzitutto a Re-Sciamano Shang ed al suo popolo.
Durante la prima dinastia Zhou occidentale (1046–771 a.C.), si verificò un cambiamento politico e culturale molto importante. Il re Zhou Wu (r. 1046–1043 a.C.), fondatore della nuova dinastia, credeva che i sovrani Shang fossero divenuti degli autocrati viziosi ed indegni il cui smodato consumo d'alcol aveva finito con il giocare loro il c.d. "Mandato del cielo", i.e. il loro diritto divino di regnare, portando così alla caduta della dinastia. A causa di questa convinzione, i vasi per il cibo (e il dǐng in particolare) sostituirono per importanza nelle funzioni cerimoniali quelli per il vino. I vasi di bronzo subirono quella che è stata chiamata la "Rivoluzione rituale". Non limitandosi ad usarli come strumenti nel sacrificio di cibo e vino agli antenati, gli Zhou fecero dei vasi rituali bronzei dei veicoli dello status del proprietario tanto ai vivi quanto agli spiriti dei morti, facendone dei potentissimi status symbol carichi anche di valore apotropaico da esibire tanto nelle dimore quanto nelle tombe, quali parte fondamentale del corredo funebre.

## Storia
Come altri bronzi rituali cinesi, il gōng era originariamente un normale recipiente in ceramica per servire il vino, in uso presso le Culture neolitiche cinesi: non una forma prototipale quindi, bensì il prodotto ceramico di una società già urbana e socialmente stratificata, che continuò oltretutto ad essere realizzato ed utilizzato a livello domestico/quotidiano mentre versioni in bronzo venivano realizzate per scopi rituali. Dall'epoca della dinastia Shang (c. 1600–1046 a.C.), i gōng in bronzo, da intendersi come evoluzione raffinate delle precedenti brocche 匜T, YíP in ceramica (a loro volta interessate da una parallela, seppur più durevole, produzione bronzea) nacquero già come oggetti rituali di alto valore per l'élite e venivano spesso sepolti nella tomba dei loro proprietari per l'uso nell'aldilà. È questo il periodo a cui risalgono i più antichi esemplari di gōng bronzei, più precisamente al c.d. "periodo Anyang" (c. 1300–1046 a.C.), forme però ancora non pienamente sviluppate: es. in un gōng di fine XII inizio XI secolo a.C., la decorazione è carente nel registro inferiore ma più innovativa nel design nel coperchio e nei registri superiori; nel circa coevo "Qi Guang", la decorazione è stata compartimentata e unificata nello stile, che utilizza motivi convenzionali quali immagini di uccelli, draghi e altri animali. Al volgere della dinastia Shang, il gōng giunge al suo pieno sviluppo artistico: il piedistallo sviluppa in forme quadrupedi; la decorazione, sempre con soggetti zoomorfi, reali o fantastici che siano, si fa più raffinata; ecc. Gli ultimi esemplari di gōng furono prodotti dagli Zhou occidentali, poi questa tipologia di vaso rituale scomparve, con buona probabilità dismesso in seguito alla "Rivoluzione Rituale" che spostò il primato dai vasi per il vino a quelli per il cibo.

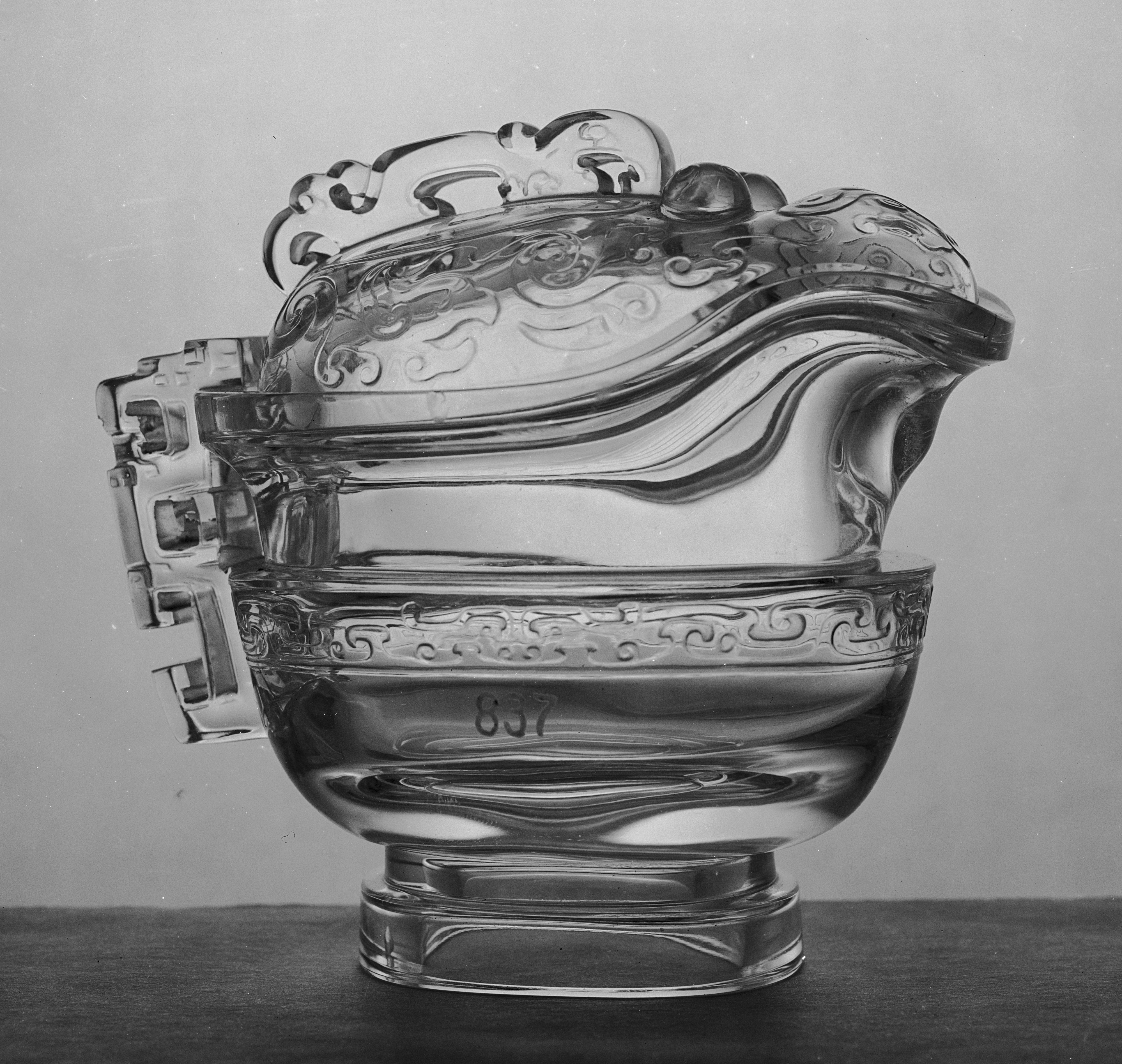
Gōng in cristallo di rocca - dinastia Qing (Metropolitan Museum of Art)

L'apprezzamento, la creazione e la raccolta di bronzi cinesi come opere d'arte e non come oggetti rituali iniziò durante la dinastia Song (960–1279), sotto il cui regno l'élite dominante cinese fu interessata da un forte intento archeologico di riscoperta dei bronzi rituali Shang e Zhou, e raggiunse il suo apice durante la dinastia Qing (1636–1912), al tempo dell'imperatore Qing Qianlong (r. 1735–1796), la cui massiccia collezione è registrata nei cataloghi conosciuti come 西清古鑑T, 西清古鉴S, Xīqīng GǔjiànP, Hsi ch'ing ku chienW (1749–1755) e 西清繼鑑T, Xiqing jijianP che ancora oggi costituiscono la principale linea guida per la classificazione delle varie tipologie. Dall'epoca Song in avanti, le dinastie al comando dell'Impero cinese, fossero esse di effettiva etnia Han (Song o Ming) o mongolo-tungusa (Yuan e Qing), promossero un revival degli antichi bronzi rituali tramite altri medium plastici, es. giada, e quali meri gingilli decorativi.

## Descrizione
L'utilizzo del gōng, per conservare e servire bevande, è suggerito dalla forma stessa del vaso: una brocca di buona capacità dotata di coperchio che corre lungo tutta la bocca concorrendo con il beccuccio della stessa a creare un canale di sversamento del liquido. Simmetricamente opposto al beccuccio si trova il manico, verticale, del vaso. È tipicamente sostenuto da un piedistallo di forma ovale che in fase tardo Shang potrà essere sostituito da forme quadripodi.  Secondo l'archeologo e storico dell'arte Robert Bagley, il coperchio del gōng è la sua principale idiosincrasia, nonché spesso sede dei decori più importanti e raffinati. L'altra parte massicciamente decorata del vaso è il manico.

### Metallurgia
I primi manufatti in metallo (bronzo) sul territorio dell'attuale Cina datano alla Cultura di Majiayao (3100–2000 a.C.) nella Contea autonoma di Dongxiang (Gansu), Cina del Nord, un territorio che solo a distanza di secoli sarebbe stato interessato da una sinicizzazione vera e propria durante l'espansione dello stato di Qin (778–207 a.C.). La Majiayao, in realtà una delle Culture neolitche cinesi, importò o ricevette i manufatti bronzei dai popoli non-cinesi della steppa eurasiatica, per es. la Cultura di Afanasevo (Siberia).
La metallurgia indigena del bronzo cominciò invece in Cina, apparentemente in modo autonomo, presso i siti della Cultura di Erlitou (2000–1500 a.C.), vicino Yanshi (Henan), lungo il corso inferiore del Fiume Giallo, secondo alcuni un sito della semi-mitica dinastia Xia e secondo altri della dinastia Shang. Ad Erlitou furono fabbricati i primi utensili e le prime armi cinesi in bronzo. Come valso per altre civiltà antiche (Egitto, Mesopotamia, Indo), gli insediamenti di Erlitou prima e quelli propriamente Shang poi sorsero nelle valli fluviali per necessità correlate all'introduzione dell'agricoltura intensiva. In Cina, tali aree mancavano però di giacimenti minerari e richiedevano l’importazione di materiale metallurgico.
Dall'età del bronzo alla dinastia Han (206 a.C.–220 d.C.), la tecnica principale utilizzata nell'antica Cina per fondere vasi rituali, armi e altri utensili era la fusione in pezzo unico tramite il procedimento che sarebbe poi stato definito "colata in sabbia". In questo processo, un modello del vaso finito, completo di decorazioni, viene realizzato in argilla e lasciato indurire, successivamente viene realizzato un negativo aggiungendo uno strato di argilla bagnata al modello completato e lasciato indurire fino al punto dove può ancora essere tagliato via da esso. Il modello era poi rasato per formare il nucleo che alla fine diventerebbe l'interno vuoto del vaso completato. Nella fase finale, lo strato negativo veniva sostituito attorno al nucleo, questi venivano tenuti separati da piccoli pezzi di bronzo e rame chiamati coroncine finché il bronzo fuso poteva essere versato nell'apertura e riempire lo spazio vuoto tra i due strati. Quando il bronzo si fosse raffreddato, l'argilla si sarebbe staccata dal vaso e il processo sarebbe stato completo.
Una nuova variazione del processo di stampaggio del pezzo è stata proposta come un modo per spiegare le facce asimmetriche sui vasi che, di regola, dovrebbero essere simmetrici. È stato proposto che il decoro non fosse realizzato su un modello e poi trasferito sullo strato esterno dello stampo, ma che il decoro fosse scolpito e costruito sullo strato esterno del guscio come primo passaggio. L'arredamento è stato aggiunto in vari modi. Il primo consisteva semplicemente nel intagliare e incidere delle linee nello strato di stampo di argilla. Il secondo consisteva nell'imprimere o imprimere un'immagine, un'iscrizione o un disegno sull'argilla bagnata. La terza era una tecnica chiamata rivestimento del tubo. In questa tecnica, l'argilla morbida e liquida veniva messa in un sacchetto di pelle e convogliata su una superficie attraverso una sorta di tubo molto sottile fatto di metallo o osso. Questa tecnica sarebbe stata piuttosto impegnativa, poiché era difficile mantenere una pressione costante sul sacco, necessaria per creare linee uniformi; tuttavia, a causa di alcuni tipi di decorazioni, come i motivi a tuono o a penna, questa sarebbe stata la tecnica più probabile utilizzata per creare disegni in bassorilievo in questo processo.
Al contrario, il processo di fusione a cera persa consente all'artigiano di creare un modello in cera dell'oggetto desiderato. Il metallo fuso prende il posto della cera durante la fusione. Spesso era necessario, nella fusione di recipienti di grandi dimensioni, fondere la parte principale, includerla nella costruzione di un altro stampo e quindi fondere le sporgenze, come il manico del gōng, su quel pezzo.

### Impianto decorativo
L'apparato decorativo del gōng è composto da un sovrapporsi di forme animali, reali, fantastico o metamorfosate, che corrono lungo il coperchio ed il manico, il corpo ed il piedistallo. L'animale raffigurato nella parte anteriore del coperchio è spesso una tigre o un drago, mentre sul manico il soggetto scolpito spazia da draghi ed altre creature fantastiche ad arieti, elefanti e teste d'uccelli. Sul coperchio del gōng alcuni animali, tipicamente uccelli, sono raffigurati rivolti o in transizione verso il manico, tanto quanto non mancano i casi di decorazione uniforme tra manico e coperchio con quest'ultimo che ospita il corpo della creatura la cui coda è raffigurata nel manico. La caratteristica tecnica fondamentale è che i soggetti raffigurati sul coperchio e sul manico sono realizzati "a tutto tondo", in netto contrasto con il resto della decorazione del vaso che è in basso-medio rilievo e che rappresenta i corpi delle creature raffigurate sul coperchio o un miscuglio d'altre figure animali complete. Non è raro che un animale si metamorfizzi in un altro. Le sezioni inferiori del gōng sono spesso divise in registri e quadranti da flange che possono fungere da asse simmetrico per la "Maschera d'Orco" taotie (zh. 饕餮T, Tāo TièP, T'ao T'iehW) ricorrente nei bronzi rituali cinesi. Altri abbellimenti superficiali del gōng includono forme geometriche di sfondo come motivo spiraleggiante 雷文T, LéiwénP, lett. "Tuono/Fulmine/Spirale", altro stilema caro all'arte plastica cinese del tempo usato per riempire lo spazio vuoto tra immagini più rappresentative (v.si Horror vacui) o come dettaglio delle stesse.
Sebbene l'impianto decorativo zoomorfo sia qualitativamente anche squisito oltre che idiosincrasico del gōng, quest'ornamento non ha oggi, per gli studiosi, uno scopo comprensibile.
Un ultimo tipo di decorazione, utilizzato nella maggior parte dei vasi, è l'iscrizione. Alcuni grandi bronzi recanti iscrizioni (tra le forme di scrittura più antiche della lingua cinese, precedute solo dalla scrittura sulle ossa) hanno aiutato storici e archeologi a collegare insieme la storia della Cina, specialmente durante il periodo Zhou: i bronzi del periodo Zhou occidentale documentano grandi porzioni di storia non rintracciabili nei testi esistenti, e spesso composti da persone di vario rango/classe sociale. Queste iscrizioni registravano eventi molto importanti (come sacrifici), doni di un re ai suoi funzionari, lodi accordate agli antenati, documenti per scambi/vendite di terreni e matrimoni politici per rafforzare le relazioni.

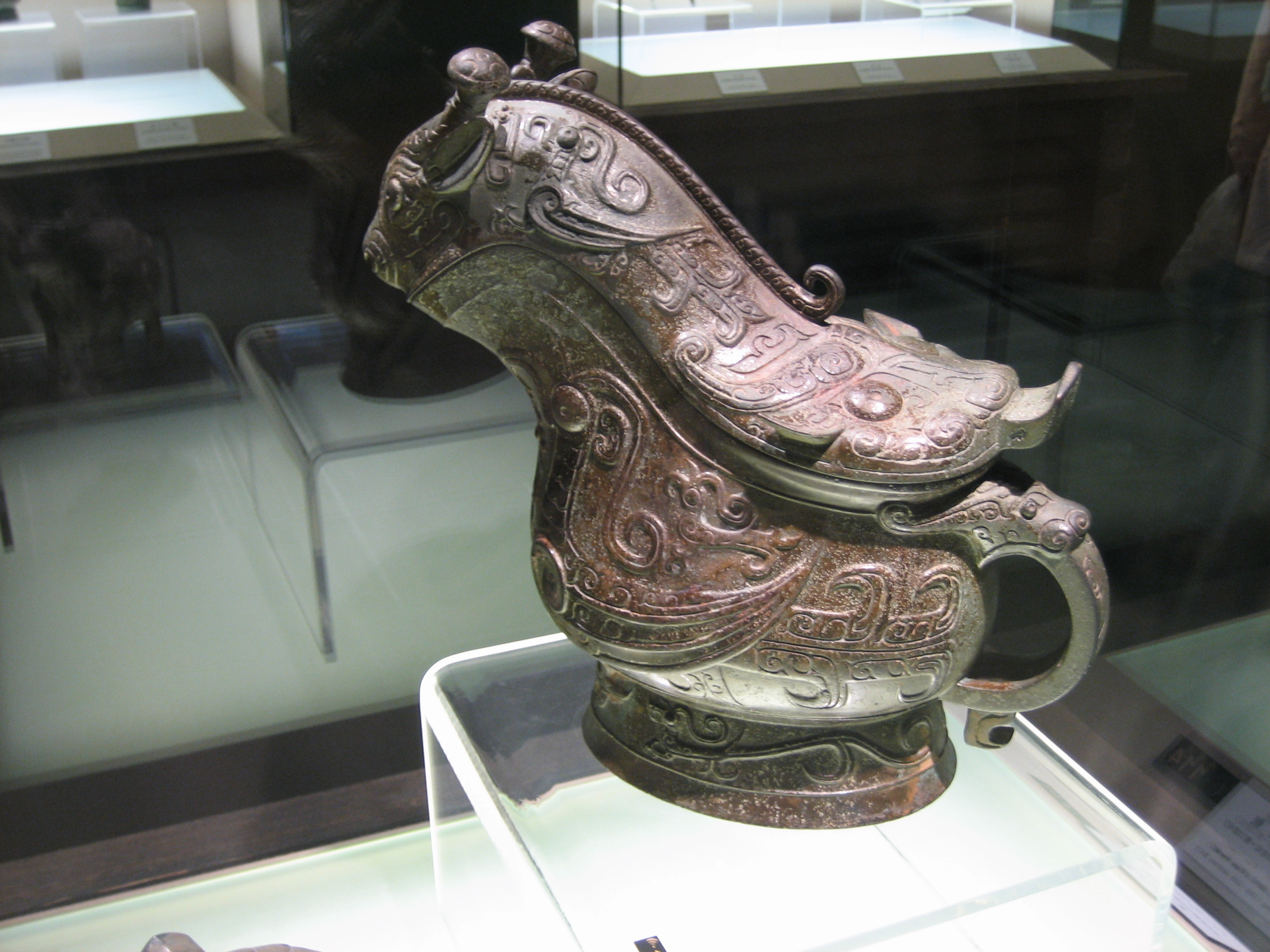
Gōng della tarda dinastia Shang (Museo di Shanghai).
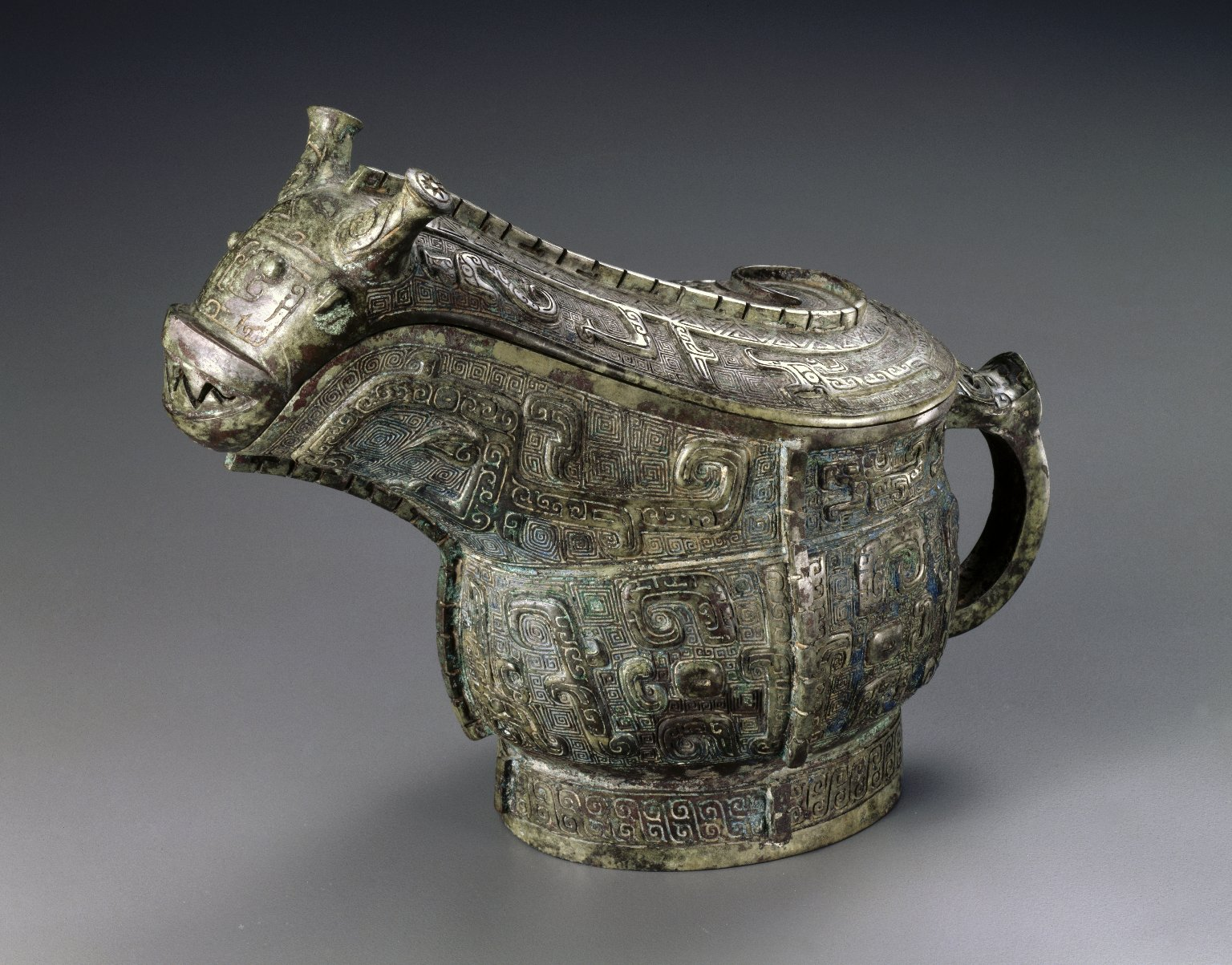
Gōng della dinastia Shang (Brooklyn Museum).
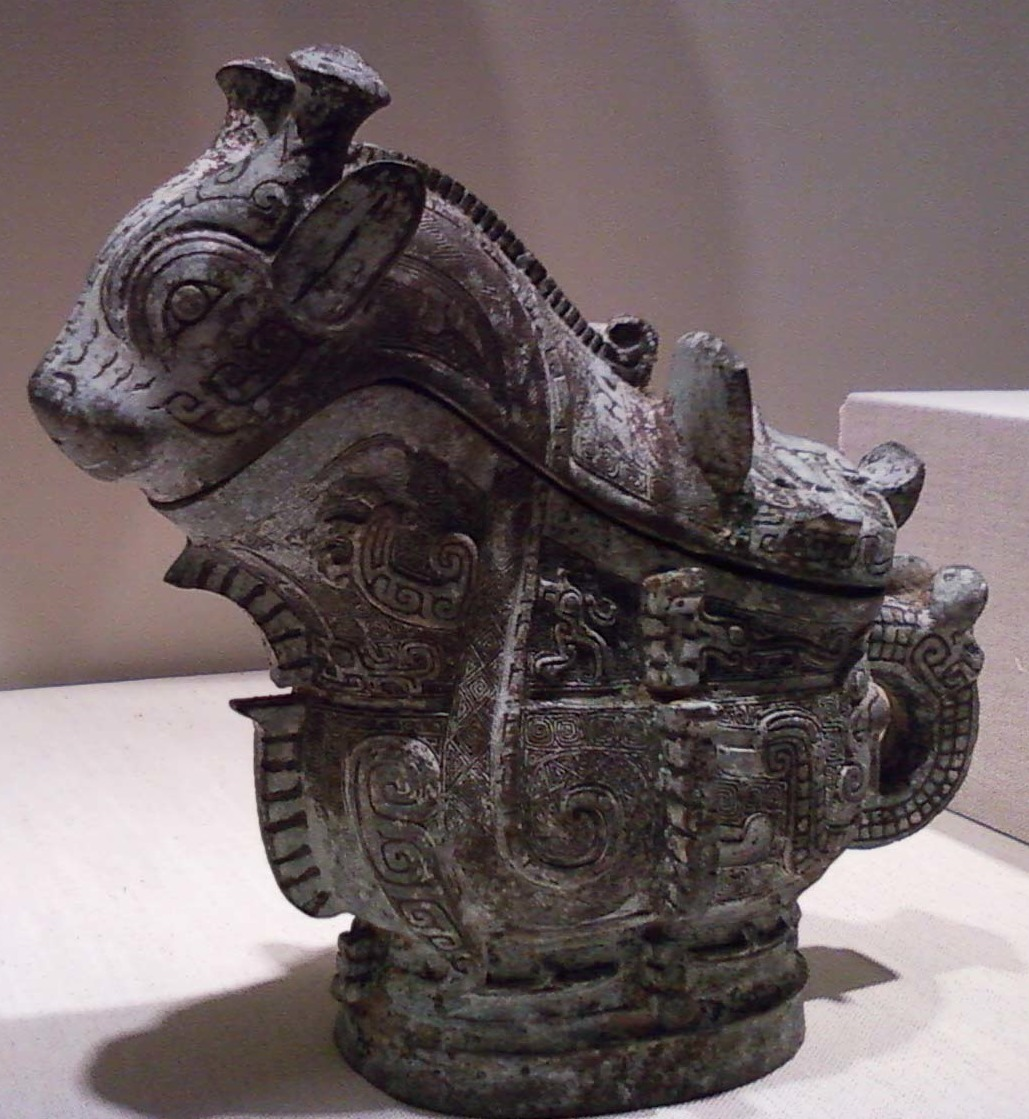
Gōng della dinastia Shang (Indianapolis Museum of Art).

### Esplicative
1. ↑  Il vaso 觥T, GōngP è appunto classificato come 匜T, YiP nel catalogo dei bronzi rituali della dinastia Qing (1636–1912), lo Xiqing Gujian.
2. ↑  (EN) Jessica Rawson, China and the steppe: reception and resistance, in Antiquity, vol. 91, 2017,  pp. 375-388, DOI:10.15184/aqy.2016.276.
«Lo sviluppo di diverse tecnologie chiave in Cina - metallurgia del bronzo e del ferro e carri trainati da cavalli - nacque dalle relazioni della Cina centrale, del periodo Erlitou (1700-1500 a.C. circa), degli Shang (1500-1046 a.C. circa) e delle dinastie Zhou (1046–771 a.C.), con i loro vicini nella steppa. Gli intermediari in questi scambi erano gruppi disparati in un'ampia area di confine di terre relativamente elevate intorno al cuore della Cina, le pianure centrali. Le società della Cina centrale erano già così avanzate che, quando furono adottate queste innovazioni straniere, si trasformarono all’interno di sistemi sociali e culturali altamente organizzati.»
3. ↑  (EN) Mei Jianjun, Cultural Interaction between China and Central Asia during the Bronze Age (PDF), in Proceedings of the British Academy, vol. 121, 2003,  pp. 1-39.
«[...] l'argomentazione per un possibile contatto Afanasievo-Xinjiang basata sui ritrovamenti nel cimitero di Gumugou nel bordo nord-orientale del bacino del Tarim sembrerebbe ragionevole e deve essere mantenuta aperta per futuri ritrovamenti archeologici. In altre parole, la possibilità della dispersione della prima metallurgia basata sul rame dalla steppa eurasiatica allo Xinjiang e più a est fino al Gansu non può essere esclusa al momento e dovrà essere presa in considerazione quando saranno disponibili ulteriori prove archeologiche..»

### Bibliografiche
1. ↑  Fong 1980, p. 8.
2. 1 2 3  Fong 1980, p. 14.
3. ↑  Fong 1980, p. 12.
4. ↑  Rawson 1987, p. 11.
5. ↑  (EN) Julia M. White e Emma C. Bunker, Adornment for Eternity : Status and Rank in Chinese Ornament, Denver Art Museum in Association with the Woods Pub, 1994.
6. ↑   Asian Art Museum, Bronze Vessels of Ancient China in the Avery Brundage Collection, Asian Art Museum, 1977,  pp. 66-67.
7. 1 2  Fong 1980, pp. 184-185.
8. ↑  (EN) Anthony J. Allen, Allen's Authentication of Ancient Chinese Bronzes, Walter Hirsh and Associates, 2001,  p. 25.
9. ↑  (EN) Julius Thomas Fraser e Francis C. Haber, Time, Science, and Society in China and the West, Amherst, University of Massachusetts Press, 1986,  p. 227, ISBN 0-87023-495-1.
10. ↑  (EN) John King Fairbank e Merle Goldman, China: A New History, 2. ed. ampliata, Cambridge [e] Londra, The Belknap Press of Harvard University Press, 2006  [1992],  p. 33, ISBN 0-674-01828-1.
11. ↑  (EN) Gerald Holzworth, China: The Three Emperors 1662–1795, The Royal Academy of Arts, 2005. URL consultato il 17 luglio 2024 (archiviato dall'url originale il 12 dicembre 2005).
12. 1 2  Rawson 1987, pp. 26-41.
13. ↑  Bagley 1987, p. 413.
14. 1 2   Innocenzo Vigoroso, La fusione in bronzo attraverso i secoli, Edizioni grafiche Manfredi, 1998,  pp. 17-20.
15. ↑  (EN) Yunxiang Bai, A Discussion on Early Metals and the Origins of Bronze Casting in China (PDF), in Chinese Archaeology, vol. 3, 2003,  pp. 157-165, DOI:10.1515/char.2003.3.1.157.
16. 1 2  (EN) Liu L, The Chinese neolithic: trajectories to early states[collegamento interrotto], Cambridge, Cambridge University Press, 2004, ISBN 0-521-81184-8.
17. ↑  Chang 1982, p. 1.
18. ↑  (EN) Allan S, Erlitou and the Formation of Chinese Civilization: Toward a New Paradigm, in The Journal of Asian Studies, vol. 66, n. 2, Cambridge University Press, maggio 2007,  pp. 461-496, DOI:10.1017/S002191180700054X.
19. ↑  (EN) Liu L e Xu H, Rethinking Erlitou: legend, history and Chinese archaeology, in Antiquity, vol. 81, n. 314, 2007,  pp. 886-901, DOI:10.1017/S0003598X00095983. URL consultato il 2009.
20. ↑  Chang 1982, pp. 1 e 6-7.
21. 1 2  (EN) Wilma Fairbank, Piece-Mold Craftsmanship and Shang Bronze Design, in Archives of the Chinese Art Society of America, vol. 16, 1962,  pp. 9-13, JSTOR 20067039.
22. ↑  Nickel 2006, p. 33.
23. 1 2  Nickel 2006, pp. 6-7.
24. ↑  Nickel 2006, p. 14.
25. ↑  Nickel 2006, p. 32.
26. ↑  Nickel 2006, pp. 15-16.
27. ↑  Delbanco 1983, pp. 14-15.
28. 1 2  Bagley 1987, p. 414.
29. ↑  Fong 1980, p. 205.
30. 1 2  Lefebvre d'Argence 1977, pp. 10-12.
31. ↑  Lefebvre d'Argence 1977, p. 66.
32. ↑  Erdberg 1993, pp. 42-43.
33. ↑  Lefebvre d'Argence 1977, p. 11.
34. ↑  (EN) Qiu Xigui, Chinese Writing, traduzione di Gilbert Mattos e Jerry Norman, Early China Special Monograph Series, n. 4, Berkeley, The Society for the Study of Early China and the Institute of East Asian Studies, University of California, Berkeley, 2000, ISBN 1-55729-071-7.
35. ↑  Shaughnessy 1992, pp. xv–xvi.
36. ↑  Ping-hen 1989, pp. 9-10.
37. ↑  (ZH) 陈佩芬, 认识古代青铜器, 艺术家出版社, 1995,  pp. 39-47.

### Fonti
- (ZH) 西清古鑑T, 西清古鉴S, Xīqīng GǔjiànP, Hsi ch'ing ku chienW, Catalogo dei bronzi rituali della Collezione Imperiale Qing, 1749–1755.

### Studi
- (EN) Robert W. Bagley, Shang Ritual Bronzes in the Arthur M. Sackler Collections, Harvard University Press, 1987, ISBN 0-674-80525-9.
- (EN) K.C. Chang, Studies of Shang Archaeology, Yale University Press, 1982.
- (EN) Dawn Ho Delbanco, Art From Ritual: Ancient Chinese Bronze Vessels from the Arthur M. Sackler Collections, Washington D.C., The Arthur M. Sackler Foundation, 1983, ISBN 0-916724-54-9.
- (EN) Eleanor von Erdberg, Ancient Chinese Bronzes: Terminology and Iconology, Siebenberg-Verlag, 1993.
- (EN) Wen Fong (a cura di), Great Bronze Age of China : an exhibition from the People's Republic of China, New York, Alfred A. Knopf, Metropolitan Museum of Art, 1980, ISBN 978-0-87099-226-1.
- (EN) J. Edward Kidder, Early Chinese Bronzes in the City Art Museum of St. Louis, Washington University Press, 1956.
- (EN) Rene-Yvon Lefebvre d'Argence, Bronze Vessels in the Avery Brundage Collection, San Francisco, CA, Asian Art Museum, 1977,  pp. 122-123.
- (EN) Lukas Nickel, Imperfect Symmetry: Re-Thinking Bronze Casting Technology in Ancient China, in Artibus Asiae, vol. 66, n. 1, 2006, JSTOR 25261842.
- (EN) Liou Ping-hen, Bronzes of the Shang and Zhou Dynasties, National Museum of History Republic of China, 1989.
- (EN) Jessica Rawson, Chinese Bronzes: Art and Ritual, Londra, British Museum, 1987.
- (EN) Edward L. Shaughnessy, Sources of Western Zhou History: Inscribed Bronze Vessels, University of California Press, 1992, ISBN 978-0-520-07028-8.